# SiTech AEVS
SiTech AEVS – elektryczny samochód osobowy klasy miejskiej wyprodukowany pod chińską marką SiTech w 2020 roku.

## Historia i opis modelu
W lipcu 2020 roku chińskie przedsiębiorstwo SiTech zdecydowało się poszerzyć swoją ofertę modelową o nowy, niewielki model samochodu elektrycznego AEVS. W przeciwieństwie do bardziej awangardowo stylizowanego DEV1, pojazd zyskał stylistykę w estetyce retro, wyróżniając się okrągłymi, szeroko rozstawionymi reflektorami, a także trapezoidalnym kształtem imitacji wlotu powietrza i dwukolorowym malowaniem nadwozia.
Producent oferuje tzw. modułowy zakres personalizacji, umożliwiając dopasowywać różne kolory paneli nadwozia.

### Sprzedaż
Produkcja SiTecha AEVS rozpoczęła się w 2020 roku z przeznaczeniem wyłącznie dla wewnętrznego, chińskiego rynku, konkurując z najmniejszymi konstrukcjami samochodów elektrycznych oferowanych na tym rynku